# Świadkowie Jehowy na Malcie

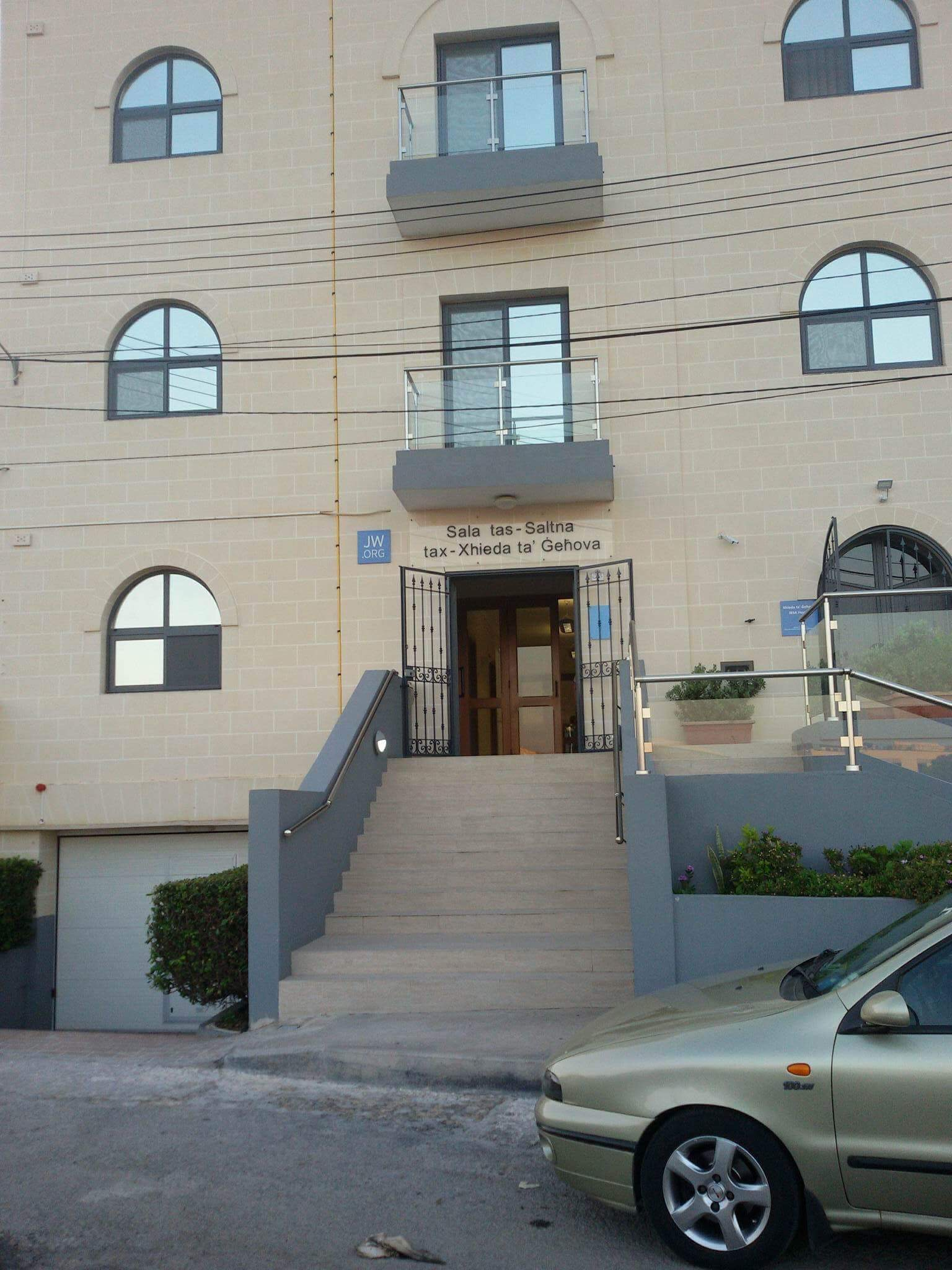
Sala Królestwa w mieście Mosta

Świadkowie Jehowy na Malcie – społeczność wyznaniowa na Malcie, należąca do ogólnoświatowej wspólnoty Świadków Jehowy, licząca w 2023 roku 877 głosicieli, należących do 11 zborów. Na dorocznej uroczystości Wieczerzy Pańskiej w 2023 roku zgromadziło się 1416 osób. Działalność miejscowych głosicieli koordynuje Biuro Krajowe w Mosta – Biuro Oddziału znajduje się w Londynie. Świadkowie Jehowy w 2024 roku zgromadzali się w 3 Salach Królestwa – 2 na wyspie Malta (Marsa i Mosta) i 1 na Gozo (Rabat).

## Historia
Na Malcie działalność kaznodziejską rozpoczęto w 1936 roku. W 1947 roku na Maltę zostali skierowani misjonarze Biblijnej Szkoły Strażnicy – Gilead Frederick Smedley i Peter Bridle. Jednakże wkrótce po przyjeździe zostali aresztowani i wydaleni.
W 1953 roku krótko na Malcie głosiło małżeństwo misjonarzy Francis i Gloria Malaspina. Pierwszy zbór powstał w roku 1956. Rok później na Malcie działało 7 głosicieli. W roku 1959 osiągnięto liczbę 10 głosicieli, w 1965 roku – 23, a w roku 1968 – 38. W roku 1972 przekroczono liczbę 50 głosicieli.
W 1977 roku rozpoczęto tłumaczenie „Strażnicy” na język maltański – najpierw udostępnianej jako maszynopis, a od 1979 roku – drukowanej.
W roku 1980 przekroczono liczbę 110 głosicieli. W 1984 roku na wyspie Gozo powstał zbór, który korzysta z własnej Sali Królestwa w mieście Rabat (Victoria).
W 1994 roku wysłano na Maltę 4 kolejnych misjonarzy Szkoły Gilead. W roku 1994 Międzynarodowe Stowarzyszenie Badaczy Pisma Świętego (IBSA) stało się niezarejestrowanym stowarzyszeniem na Malcie reprezentującym Świadków Jehowy. 16 kwietnia 1997 roku IBSA zostało zarejestrowane. W 1998 roku otwarto nowy dom misjonarski, biuro tłumaczeń i Salę Królestwa w miejscowości Mosta. W 2008 roku wydano Pismo Święte w Przekładzie Nowego Świata w języku maltańskim. Chrześcijańskie Pisma Greckie (Nowy Testament) w tym języku wydano w 2004 roku.
Od 16 do 18 października 2015 roku w Mediterranean Conference Centre w Valletcie odbył się kongres specjalny pod hasłem „Naśladujmy Jezusa!” z udziałem Świadków Jehowy z Malty oraz ponad 1550 zagranicznych delegatów z Australii, Grecji, Hiszpanii, Izraela, Portugalii i Stanów Zjednoczonych.
W lipcu 2016 roku delegacja Świadków Jehowy z Malty uczestniczyła w kongresie specjalnym pod hasłem „Lojalnie trwajmy przy Jehowie!” w Paryżu.
28 grudnia 2021 roku zarejestrowano osobę prawną „Świadkowie Jehowy na Malcie”. Chociaż uznanie prawne IBSA w roku 1997 dało zborom pewien zakres praw, jednak były one ograniczone. Rejestracja osoby prawnej znacznie ułatwia sprawne działanie lokalnego Biura Krajowego oraz poszczególnych zborów na Malcie.
W miejscowym biurze literatura biblijna jest tłumaczona na języki maltański i maltański język migowy.
Zebrania zborowe odbywają się w językach: maltańskim, maltańskim migowym, angielskim, bułgarskim, serbskim, włoskim i arabskim.

## Statystyki
W 2021 roku na uroczystości Pamiątki śmierci Jezusa Chrystusa na Malcie zebrała się rekordowa liczba 1430 osób, a w 2023 roku osiągnięto najwyższą liczbę głosicieli – 877.

### Liczba głosicieli – zestawienie
Dane na podstawie oficjalnych raportów o działalności:
- najwyższa liczba głosicieli osiągnięta w roku służbowym[c] (liczby nad słupkami na wykresie)
- przeciętna liczba pionierów w roku służbowym (ciemniejszym odcieniem, liczby na słupkach wykresu; od 2017 roku tylko pionierów pełnoczasowych, bez pomocniczych)